# Приватност на друштвеним мрежама
Приватност на друштвеним мрежама се односи на степен контроле коју особа има над приступом и употребом личних података. Када је реч о питањима приватности и безбедности на друштвеним мрежама, сајтови за које су најкарактеристичнији ови проблеми уједно су и они који су најпопуларнији. Међутим, питања безбедности коришћења и питања приватности су потпуно две различите ствари. Безбедносни проблем се јавља када хакер добија неовлашћени приступ сајту који је заштићен неким од кодираних или писаних језика. Питање приватности, које укључује неоправдан приступ приватним информацијама, не мора да укључује безбедносне повреде. Неко једноставно може да добије приступ поверљивим информацијама гледајући док откуцавате лозинку. Ипак, потенцијална штета појединачног корисника заправо се своди на то колико се корисник ангажује на друштвеним мрежама, као и на количину информација коју је корисник спреман да дели на мрежи. Другим речима, много је више вероватно да ће корисник са, на пример, 900 пријатеља и још 60 групних чланстава на Фејсбуку бити оштећен кршењем приватности него неко ко такође има отворен налог на тој друштвеној мрежи, али једва да и користи сајт.

## Складиштење података
Већина сајтова које се тичу друштвених мрежа захтевају од корисника да прихвати полису о условима коришћења, пре него што му допусте да користи њихове услуге. Оно што је контроверзно је да та полиса о условима коришћења коју корисник мора да прихвати често садржи клаузуле које дозвољавају операторима друштвених мрежа да складиште податке о корисницима, или да их чак деле трећим лицима, најчешће маркетиншким компанијама.Такође, у већини случајева, полисе су конципиране на такав начин да су за корисника неразумљиве и преобимне, па их најчешће прихвата и не читајући их.

## Потенцијалне претње

### Крађа идентитета
Ризик идентификације на друштвеним мрежама лежи у томе што личне податке, као што су датум рођења, родни град, тренутно пребивалиште, као и број телефона, чинимо јавно доступним на једном месту, у исто време. Ове информације могу бити искоришћене за процену броја социјалног осигурања корисника, и корисник је аутоматски изложен ризику од крађе идентитета.Такође постоје случајеви да су корисницима украдене слике са друштвених мрежа са циљем да се искористе у крађи идентитета.Мада постоје недостаци у вези са употребом друштвених мрежа и могућности да налог буде хакован, приметно је да већина корисника не предузима пуне мере како би се заштитили од крађе идентитета.

### Узнемиравање и ухођење
Фејсбук профили садрже информације о локацији боравка, распореду активности, као и о месту последњег логовања.Коришћењем ових информација, које су расположиве на профилу корисника, потенцијални уходитељ може одредити вероватну физичку локацију корисника за већи део дана.

### Запошљавање
Проблеми везани за приватност и запошљавање се све више везују за друштвене мреже. 2008. године CareerBuilder.com је проценио да један од пет послодаваца претражује друштвене мреже у намери да провери потенцијале кандидате.Међутим, праћење друштвених мрежа од стране послодаваца није само ограничено на потенцијалне кандидате, већ се односи и на тренутно запослене. Тако је 2009. године забележен случај да је запослена Кимберли Свон отпуштена из компаније Ivell Marketing and Logistics Limited због тога што је на друштвеној мрежи окарактерисала свој посао као ‘досадан’.Ипак, ако послодавац користи друштвену мрежу да провери кандидата за посао и онда одбаци ту особу на основу онога што је видео, он/а може бити оптужен/а за дискриминацију.

## Друштвене мреже
Проблеми приватности са услугама које пружају друштвене мреже постали су контроверзни и добили још више публицитета од стварања и повећавања популарности сајтова за друштвено умрежавање.

### Фејсбук
Да би креирао налог на Фејсбуку корисник мора да наведе своје име, е-адресу, датум рођења и пол.Термин јавне информације означава информације за које се корисник одлучује да буду јавне, као и информације које су увек јавно доступне. Те јавно доступне информације су: име, профилна слика, мрежа, корисничко име и кориснички ИД, и те информације су доступне свима на интернету.Фејсбук податке о корисницима добија сваки пут када они ступе у контакт са веб локацијом Фејсбука(на пример када погледате профил друге особе, некоме пошаљете поруку, потражите страницу или пријатеља, кликнете на оглас, користите неку апликацију итд.). Када корисник објави фотографију или видео-запис, Фејсбук може да добије и додатне податке попут времена, датума и места фотографисања или прављења видео-записа. Подаци се, такође, прикупљају са рачунара, мобилног телефона или неког другог уређаја преко кога се приступа Фејсбуку. У те податке могу да спадају ИП адреса, локација, врста претраживача или странице које корисници посећују.Информације које Фејсбук сакупи о својим корисницима може користити за рад са оглашивачима који купују рекламни простор, али те информације остају власништво корисника. Информације се не могу делити са другима осим ако: корисник то не одобри, из информација се уклони име и друге личне информације корисника или ако Фејсбук то објави својим корисницима.Приликом деактивирања налога, он се ставља на чекање. Тада налог неће бити видљив другим корисницима, али се информације не бришу. Трајно уклањање налога са Фејсбука могуће је једнио брисањем налога. Обично је потребно око месец дана да би се налог избрисао, али неке информације могу да остану у резервним копијама и евиденцијама до 90 дана.

### Твитер
Поруке на Твитеру су јавне, али корисници такође могу слати и приватне поруке.Када корисник креира или реконструише Твитер налог, он мора оставити неке информације као што су име, корисничко име, лозинку и е-адресу. Сервери на Твитеру аутоматски евидентирају податке (Дневник података) креиране од стране корисника. Дневник података може да садржи информације као што су ИП адреса, тип претраживача, посећене странице, оператера мобилне телефоније, термине за претрагу итд. У Дневник могу бити укључене и остале акције, као што су интеракција са сајтом Твитера, апликацијама и рекламама. Твитер прикупља личне податке о својим корисницима, укључујући и поруке које нису приватне као што су јавни твитови или број корисника који су кликнули на одређену везу, и може да их дели са трећим лицима. Твитер задржава право да прода ову информацију као средство ако компанија мења власника. Када је налог на Твитеру деактивиран, он се не брише 30 дана, у случају да је грешком деактивиран и до тада је могуће обновити налог. Након 30 дана почиње процес брисања налога, што може да потраје и до недељу дана.

### ЛинкедИн
Информације о корисницима се сакупљају када корисник региструје налог да постане корисник ЛинкедИн-а, као што су име, е-адреса, послодавац, земља и лозинка. Подаци се прикупљају и када се прегледају и користе странице са ЛинкедИн-а, укључујући и ЛинкедИн мобилне апликације, софтвер и технологије платформе. Може се прикупити и ИП адреса корисника, тип претраживача, оперативни систем и адресе сајтова са којих су корисници стигли, или напустили ЛинкедИн веб-сајт или сајтове у које су уграђене технологије ЛинкедИн платформе. Прикупљени подаци се не могу делити са трећим лицима без пристанка корисника, али се подаци могу делити са партнерима за пружање услуга. ЛинкедИн обезбеђује средства корисницима да контролишу да ли желе, или не, да њихове контакт информације буду видљиве другим корисницима.

## Заштита приватности
Према подацима који су резултат истраживања које је укључило 1,4 милиона корисника Фејсбука, приметан је пораст интересовања корисника друштвене мреже да заштите своју приватност. Истраживање које је спровео Кејт Рос (енгл. Keith Ross) са Политехничког института Универзитета Њујорк анализирајући профиле 1,4 милиона корисника Фејсбука током периода од марта 2010. до јуна 2011. године, открило је следеће чињенице:
- У марту 2010. године свега 17% корисника је имало сакривене листе својих Фејсбук пријатеља, да би 15 месеци касније тај проценат износио 53%.
- Други подаци профила, као што су године, средња школа, година дипломирања, мрежа, статус везе, пол, интересовања, родни град и место пребивалишта се скривају много чешће него што је то раније био случај(12% корисника у марту 2010. године и 33% у јуну 2011. године)[15][16]

### Савети за безбедно коришћење друштвених мрежа
- Обратите пажњу на које линкове кликћете
- Будите свесни које податке о себи делите са другима
- Не верујте да је порука стварно од онога чије име пише на њој
- Пажљиво бирајте кога прихватате за пријатеља на мрежи
- Пажљиво одаберите којој ћете друштвеној мрежи приступити
- Све што сте поделили са другима – више није ваше
- Будите пажљиви када инсталирате додатне компоненте на вашем налогу
- Добро размислите пре него што будете користили друштвене мреже на послу
- Причајте са децом о друштвеним мрежама[17]